# Novate Mezzola
Novate Mezzola – miejscowość i gmina we Włoszech, w regionie Lombardia, w prowincji Sondrio.
Według danych na rok 2004 gminę zamieszkiwało 1645 osób, 16,6 os./km².